# Psychotria miniata
Psychotria miniata är en måreväxtart som beskrevs av Elmer Drew Merrill och Lily May Perry. Psychotria miniata ingår i släktet Psychotria och familjen måreväxter. Inga underarter finns listade i Catalogue of Life.